# ادوارد لسنت
ادوارد لسنت (انگلیسی: Edward LeSaint; ۱۳ دسامبر ۱۸۷۰ – ۱۰ سپتامبر ۱۹۴۰) هنرپیشه و کارگردان فیلم اهل ایالات متحده آمریکا بود.
از فیلم‌ها یا برنامه‌های تلویزیونی که وی در آن نقش داشته‌است می‌توان به راه بازگشت، عصر جدید، خانمی برای یک روز، رمانتیک در منهتن، آقای دیدز به شهر می‌رود، سوپ اردک، راگلزهای رد گپ، بوکانیر، مادام دو باری، ممنوع، ماجراهای تام سایر، هاکلبری فین، مسیر اورگن، کارناوال، گلادیاتور، و یلواستون اشاره کرد.